# Necròpolis de Tir
La necròpolis de Tir està situada en una àrea anomenada Al-Bass, un barri de l'est de l'antiga ciutat de Tir, al Líban. El jaciment arqueològic està format per l'antiga necròpoli fenícia, la necròpoli romana, un monumental arc de triomf, una avinguda romana, un aqüeducte i un circ romà. Aquest últim, situat al sud de la necròpolis i descobert el 1967, és considerat com un dels més grans de l'antiguitat i fou reconstruït parcialment.

## Descripció
L'àrea de la necròpoli està emplaçada a la zona d'Al-Bass, a dos quilòmetres de l'antiga illa de Tir. Les seves dimensions eren considerables i ja a l'època fenícia constituïa un dels principals cementiris de la ciutat. L'àrea d'enterrament està formada per dos cementiris diferents: el fenici, situat al nord i datat de l'Edat del ferro i el d'època romana, situat al sud de l'anterior, a l'altre costat de la calçada romana d'Orient. Aquesta disposició propera de les necròpolis indica que la zona va tenir un ús funerari de forma contínua des del segle X aC.

### Necròpolis fenícia
El cementiri fenici constituïa una necròpolis d'incineració, formada per fosses excavades en la sorra a una profunditat que variava des dels 30 centímetres a un metre. En la fossa s'introduïa una urna funerària amb les cendres del difunt, juntament amb gerros per a perfum o encens, escarabeus i diverses joies. A vegades es col·locaven també esteles amb inscripcions commemoratives. Els enterraments es disposaven formant parelles i el ritual fúnebre consistia en trencar gots i plats sobre la tomba. Les diferències de riquesa dels aixovars funeraris trobats indiquen els diferents nivells econòmics i socials dels morts. En algunes tombes s'han trobat gots xipriotes o copes gregues d'importació utilitzats com a urnes. Aquesta necròpoli va ser utilitzada durant més de 1500 anys, fins als segles V i IV aC.

### Necròpolis romana

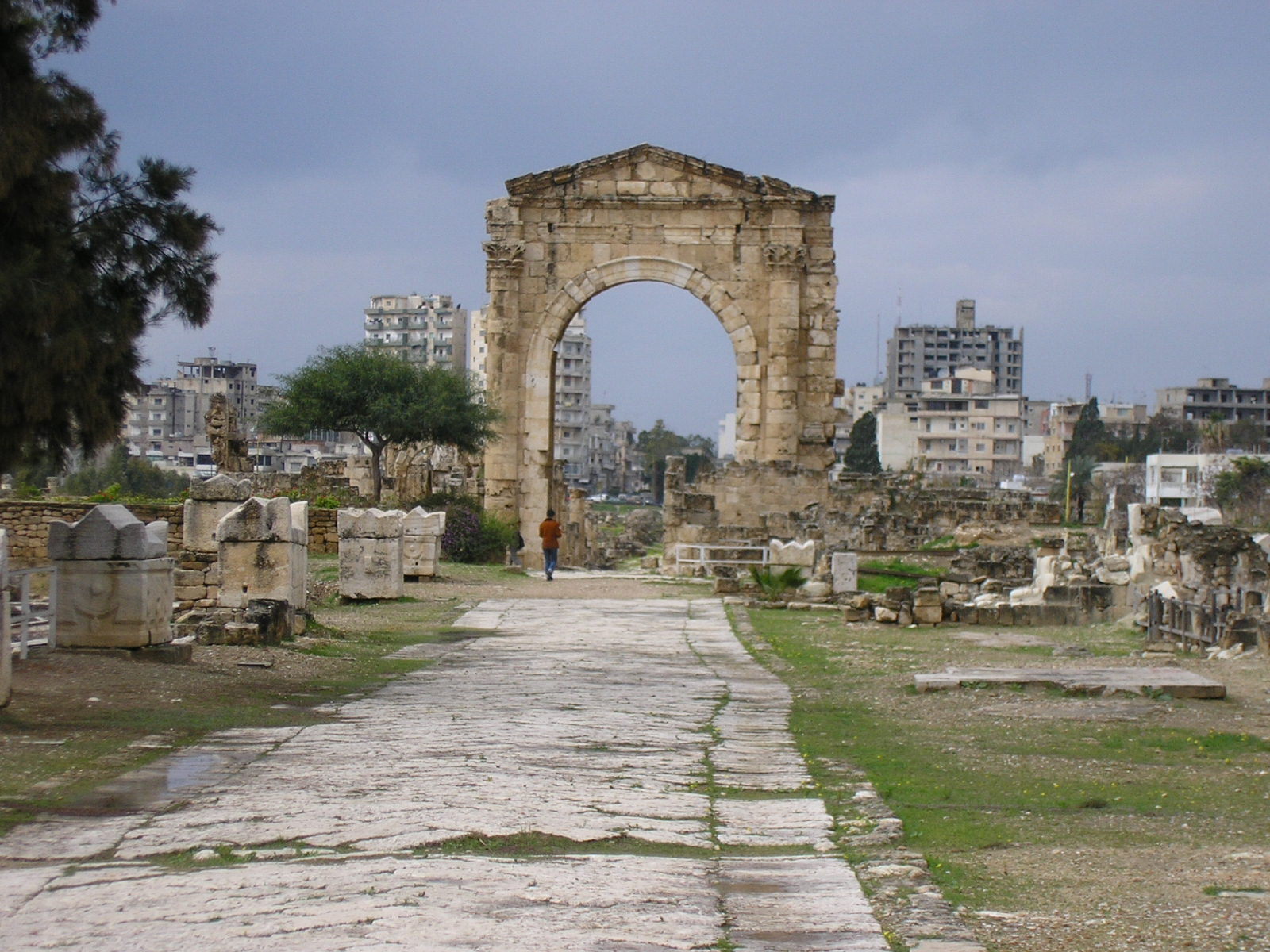
Vista de la calçada romana d'Orient amb diversos sarcòfags romans a l'esquerra i l'arc de triomf al fons

La necròpolis romana, descoberta el 1962, està formada per uns 300 sarcòfags de pedra i marbre disposats a banda i banda de l'avinguda central. Pertanyen a l'època de l'Imperi Romà de l'antiguitat tardana i estan datats entre els segles II i V. Es poden distingir sarcòfags romans de marbre adornats amb delicats baixos relleus, uns altres en forma de capella amb fornícules on s'allotjaven les cendres o el cos del difunt, tombes tan grans com petites viles i d'altres més modestes. Un primer sarcòfag va ser exhumat el 1940 per soldats francesos destinats a Tir, però el conjunt de la necròpoli no va ser descobert fins a la dècada de 1960.

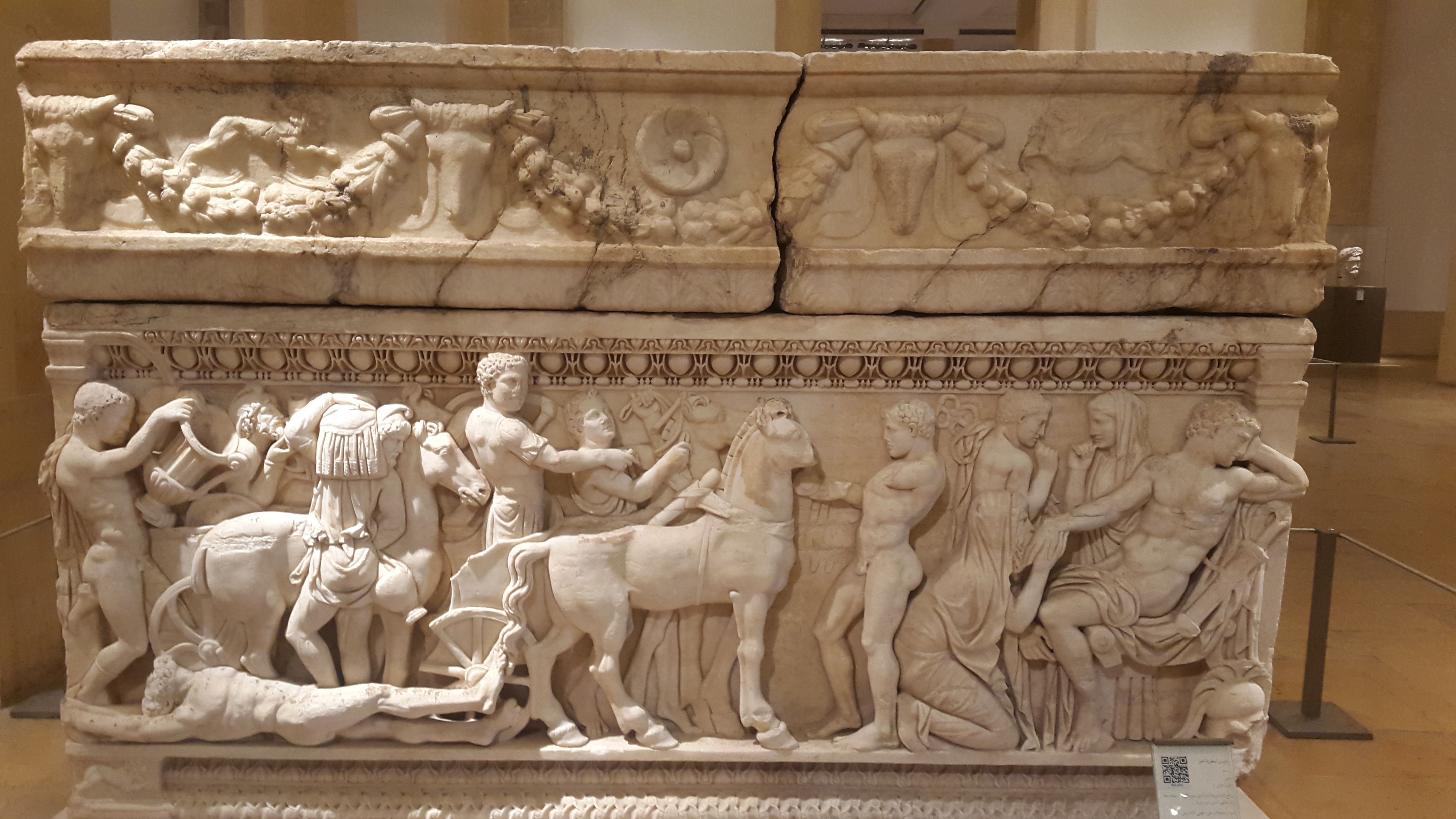
Sarcòfag amb la llegenda d'Aquil·les trobat a Tir (Museu Nacional de Beirut)

Algunes de les tombes tenen inscripcions gregues amb el nom del seu amo o la seva professió, com una que indica «Ric fabricant de tint porpra». La ciutat de Tir era coneguda per la producció d'un pigment especial de color porpra conegut com a «porpra de Tir», que en moltes cultures antigues era utilitzat exclusivament per la monarquia. D'altres sarcòfags estan guardonats amb baixos relleus escultòrics que representen escenes de la vida d'Aquil·les extretes de la Ilíada d'Homer, especialment el passatge en el qual el rei Príam de Troia ofereix a Aquil·les valuosos presents per recuperar el cos del seu fill Hèctor. El rescat d'Hèctor era un dels temes favorits de l'art funerari de l'època, fet que mostra la noció de supervivència de l'ànima arrelada en la ment dels grecs i romans. La majoria de les tombes van ser saquejades a l'antiguitat, bé fos per robar el mobiliari funerari que contenien o simplement per ser reutilitzades. Alguns dels sarcòfags s'exposen en el Museu Nacional de Beirut.
A la zona es troba una capella funerària del segle vi constituïda per un petit pati amb una font i una càmera semicircular amb paviment de marbre. La font sepulcral està precedida per un petit pati pavimentat amb mosaic. Aquest complex funerari està format per diversos nínxols i estanys. El difunt va ser enterrat darrere de la font, i al sud es troben unes termes amb mosaics. A l'altre costat de la calçada romana s'aprecia una tomba en forma de torre datada del segle ii. A l'àrea es van trobar a més nombrosos objectes com a atuells funeraris, esteles amb inscripcions i joies.

## Conservació

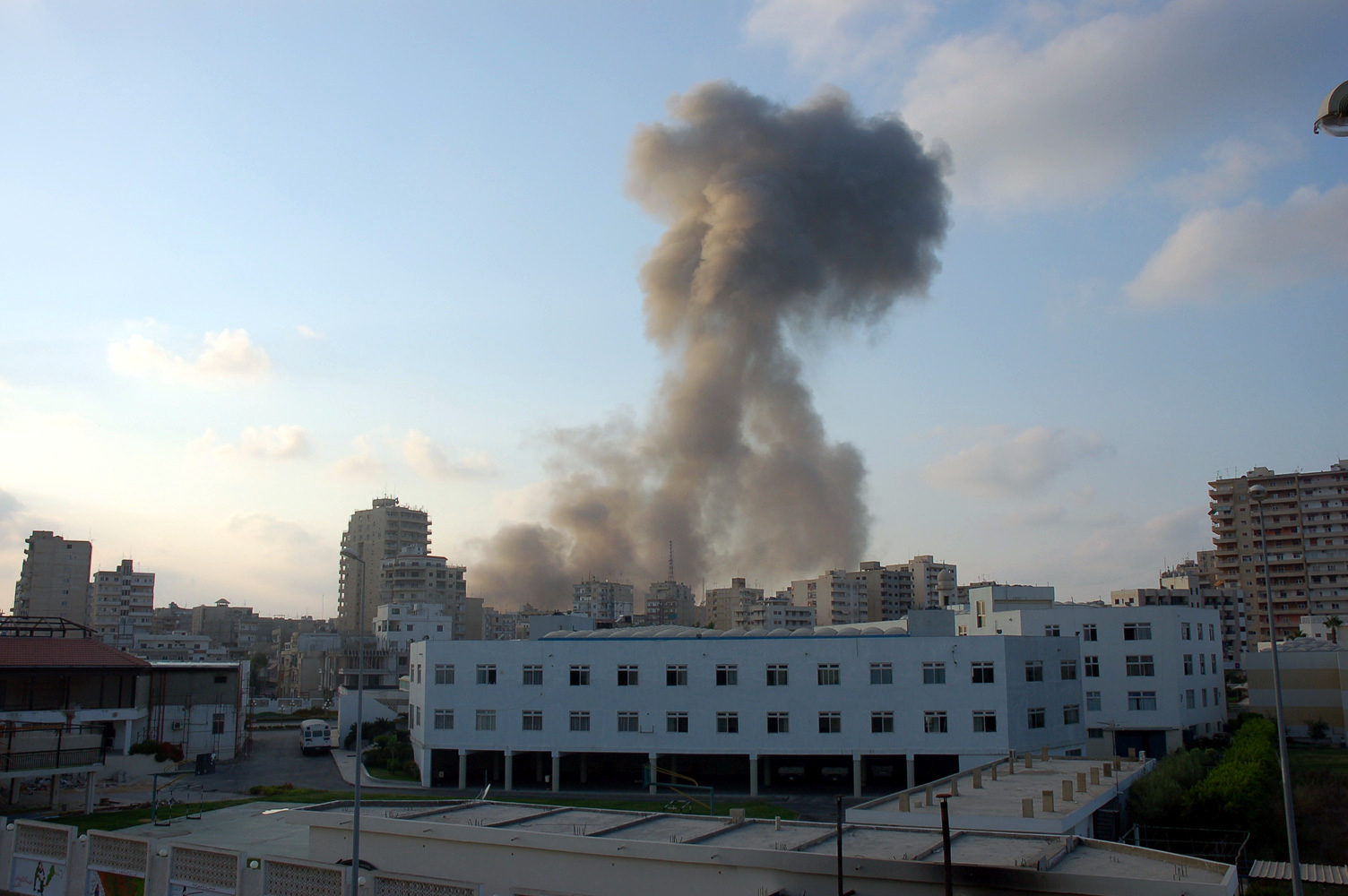
Atac aeri sobre la ciutat de Tir el 26 de juliol de 2006

Arran de l'esclat de la guerra civil el 1974 el jaciment va romandre desprotegit durant anys, i fou utilitzat com a zona militar o camp de refugiats. El 1988, la UNESCO va iniciar una Campanya Internacional per a la protecció de Tir, que no va ser efectiva fins al 1991, any en què va finalitzar la guerra. Aquest mateix any es va trobar el cementiri fenici durant unes excavacions clandestines, que va ser datat en el I mil·lenni aC. La importància d'aquesta ciutat històrica i els seus monuments va ser destacada el 1979 quan fou declarada com a Patrimoni de la Humanitat.
El 26 de setembre de 2003, l'ambaixador nord-americà Vincent M. Battle i el ministre de Cultura libanès Ghazi Aridi van signar un acord mitjançant el qual el govern dels Estats Units es comprometia a aportar 30 640 dòlars destinats a la conservació del lloc.
La integritat del jaciment va quedar amenaçada durant la guerra del Líban de 2006 després del bombardeig d'un edifici proper. Al setembre d'aquest mateix any, un equip d'experts va realitzar una anàlisi en el qual es va determinar que part dels frescs d'una cova funerària romana havien sofert danys perllongats. Aquest fet, unit a la notable falta de manteniment del lloc, és la principal amenaça del jaciment.